# Jardim Gramacho
Jardim Gramacho est un quartier de la Rio de Janeiro. Situé dans la partie nord-ouest de la baie de Guanabara, il est occupé entre 1978 et 2012 par une gigantesque décharge d'ordures. Le démantèlement de cette dernière en juin 2012 permet la restauration d'un écosystème de mangrove.

## Situation
Le quartier est situé sur la rive méridionale du Rio Sarapuí (pt), juste avant son confluent avec le Rio Iguaçu (pt) qui lui-même se jette dans la baie de Guanabara,.

## La décharge
La décharge d'ordures inaugurée en 1968 est la plus vaste de toute l'Amérique latine. Elle dépend de la régie Comlurb qui traite les ordures de la ville de Rio. À sa fermeture, le tas d'ordure mesure soixante mètres de hauteur et fait vivre mille cinq cents ramasseurs officiels. Rien qu'entre l'inauguration et 1996, la masse accumulée des déchets est estimée à 80 millions de tonnes. Outre les ordures ménagères de la ville, la décharge accueille également les déchets en provenance des chantiers navals et des ports de commerce.
Une association spécifique à ce site est créée, l'Associação dos Catadores do Aterro Metropolitano de Jardim Gramacho (en), présidée par Tião Santos.
La présence de la décharge pèse sur l'environnement proche. Dans les mangroves qui l'entourent, des taux importants de bioaccumulation sont relevés en 2002, notamment en mercure, zinc et cuivre.
Dès les années 1990, des mesures sont prises pour limiter la pollution due à la présence de la décharge. Des travaux sont menés afin de prendre en charge les polluants issus du lixiviat..

## La fermeture
La loi 12.305 du 2 août 2010, traitant de la politique nationale de traitement des déchets (pt), reconnaît officiellement le Movimento Nacional dos Catadores de Materiais Recicláveis — Mouvement national des collecteurs de matériaux recyclables — et de manière plus général le métier de ramasseur d'ordures.
Lors de la préparation de la Conférence des Nations unies sur le développement durable, les autorités municipales décident de fermer la décharge qui constitue un manquement flagrant à une politique de développement durable. Les déchets sont redirigés vers une nouvelle unité de traitement située à Seropédica,.
La fermeture de la décharge entraîne le versement d'une compensation de 14 000 réaux, soit environ 7 500 dollars de l'époque, à tous les ramasseurs officiels. Par ailleurs, des formations sont fournies aux anciens ramasseurs, notamment en informatique et de gestion de l'environnement ,.
Cet argent bienvenu permet aux habitants d'ouvrir un compte en banque ; toutefois, la perte de leur emploi et la difficulté à en trouver un nouveau vide très rapidement cette manne. En 2016, le quartier compte environ vingt mille habitants, qui vivent largement en-dessous du seuil de pauvreté. Le quartier se caractérise alors notamment par un taux de chômage de plus de 45 %, un analphabétisme très prégnant, l'absence de services sociaux, scolaires et médicaux, mais aussi une prédominance du trafic de drogue. Même après l'assainissement de la zone, le quartier n'est pas viabilisé et les habitations relèvent de l'autoconstruction.

## La restauration de la mangrove
Une fois la décharge fermée, les employés de la Comlurb commencent l'enlèvement des déchets pour un traitement approprié. Un système de drainage des eaux pluviales est également mis en place, ainsi qu'une station d'épuration des eaux permettant le traitement du lixiviat..
Une politique de restauration du milieu naturel est menée ensuite, visant à recréer en ce lieu la mangrove qui constituait son écosystème originel. L'argiles des mriais voisins est utilisée pour bâtir un réseau de clôtures délimitant l'emprise du site Cette restauration est menée sur une surface de soixante hectares environ ; en 2023, la mangrove est considérée comme mature,.

## Le quartier dans la culture
Vik Muniz réalise en 2010 le film Waste Land qui a pour thème la décharge, et qui est récompensé en 2011 par l'Oscar du meilleur film documentaire.